# كبلر-37c
كيبلر 37 سي (بالإنجليزية: Kepler-37c)‏ الذي يرمز له بالرمز KOI-245.02، هو كوكب خارج المجموعة الشمسية، في كوكبة القيثارة، يتبع Kepler-37.

## الاكتشاف
اكتشف في 2013، وكانت طريقة الاكتشاف طريقة العبور.